# Église Sainte-Élisabeth (Schneeberg)
Pour les articles homonymes, voir Église Sainte-Élisabeth.
L’Église Sainte-Élisabeth (allemand : Elisabethkirche ou Kaiserin Elisabeth-Gedächtniskirche) est une petite église catholique située en Autriche sur la montagne Schneeberg (partie Hochschneeberg) en Basse-Autriche.

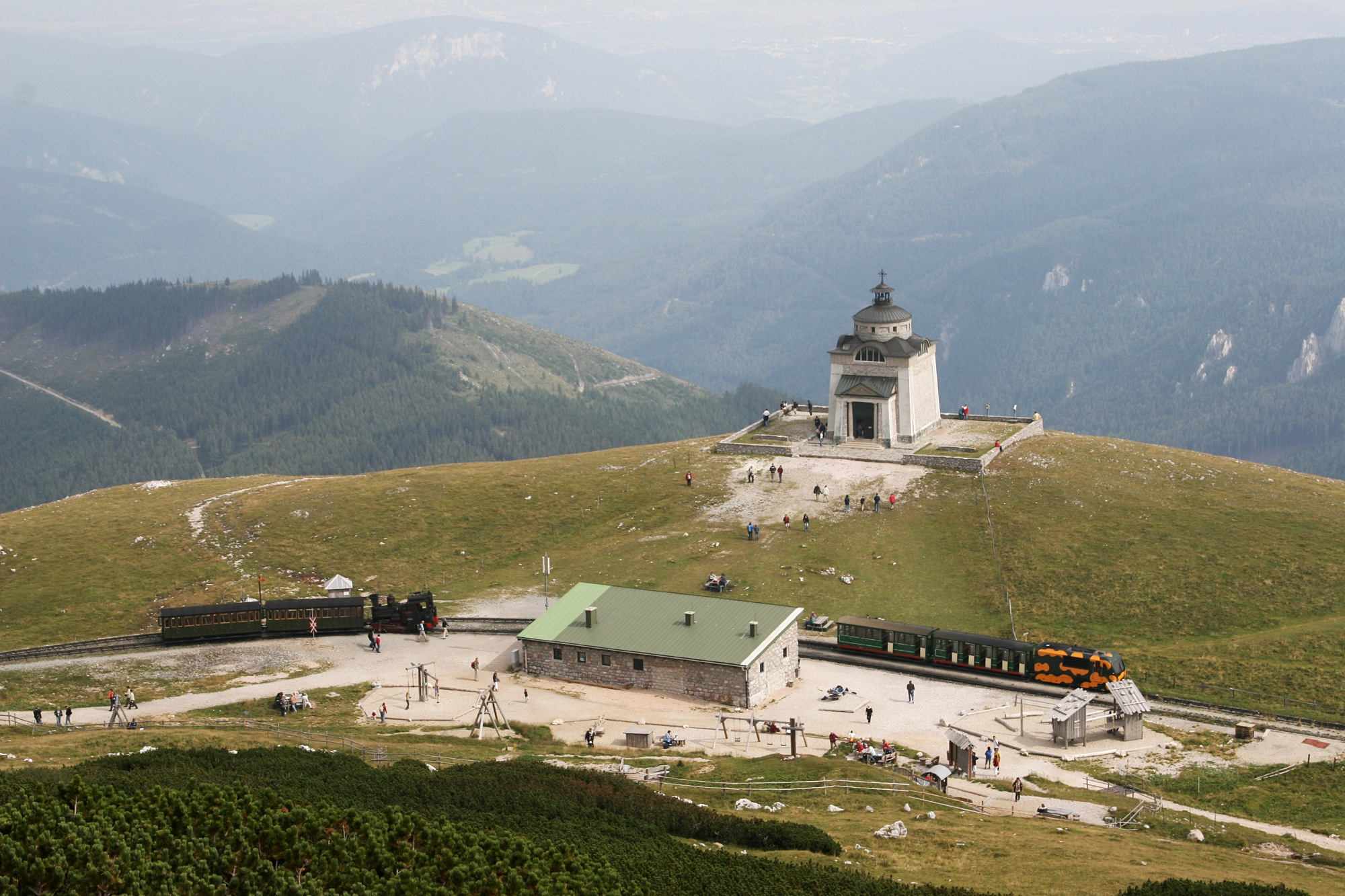
Église Sainte-Élisabeth